# アイ湾
アイ湾（オランダ語: IJ アイ）は、オランダのアムステルダムにある水路で、北海運河とアイ湖（マルケル湖）を接続している。かつては、ゾイデル海の南端にある湾であった。日本では「アイ湾」と表記されることが多いが、実際は湾ではなく水路または川である。

## 施設
- オラニエ閘門群（Oranjesluizen）：アイ湾とアイ湖の間にある閘門施設
- 北海運河 ：アイ湾の西に接続されている
- アムステルダム・ライン運河 ：アイ湾の東に接続されている

## 交通
アイ湾を横断するフェリーが1897年に開設された。現在はアムステルダム市営交通会社によって運航されている。人および自転車の乗船料金は無料。
- Buiksloterwegveer線  中央駅 ～ Buiksloterweg
- IJpleinveer線  中央駅 ～ Meeuwenlaan
- NDSM-werfveer線  中央駅 ～  NDSM-terrein
- Distelwegveer線
- Houthavenveer線